# Campeonato Mundial de Halterofilismo de 2011 - Até 58 kg feminino
A categoria até 58 kg feminino foi um evento do Campeonato Mundial de Halterofilismo de 2011, disputado na Disneyland Resort Paris, em Paris, na França, no dia 7 de novembro de 2011. 

## Calendário
Horário local (UTC+1)
| Dia           | Horário | Fase    |
| ------------- | ------- | ------- |
| 7 de novembro | 14:00   | Grupo C |
| 7 de novembro | 16:30   | Grupo B |
| 7 de novembro | 19:00   | Grupo A |

## Medalhistas
| Evento    | Ouro                     | Ouro   | Prata                    | Prata  | Bronze                 | Bronze |
| --------- | ------------------------ | ------ | ------------------------ | ------ | ---------------------- | ------ |
| Arranque  | Li Xueying (CHN)         | 103 kg | Nastassia Novikava (BLR) | 101 kg | Romela Begaj (ALB)     | 100 kg |
| Arremesso | Nastassia Novikava (BLR) | 136 kg | Li Xueying (CHN)         | 133 kg | Pimsiri Sirikaew (THA) | 131 kg |
| Total     | Nastassia Novikava (BLR) | 237 kg | Li Xueying (CHN)         | 236 kg | Pimsiri Sirikaew (THA) | 230 kg |

## Recordes
Antes desta competição, o recorde mundial da prova era o seguinte:
| Recorde         | Tipo      | Atleta             | Peso   | Local  | Data                  |
| Recorde Mundial | Arranque  | Chen Yanqing (CHN) | 111 kg | Doha   | 3 de dezembro de 2006 |
| Recorde Mundial | Arremesso | Qiu Hongmei (CHN)  | 141 kg | Tai'an | 23 de abril de 2007   |
| Recorde Mundial | Total     | Chen Yanqing (CHN) | 251 kg | Doha   | 3 de dezembro de 2006 |

## Resultado
Os resultados foram os seguintes. 
| Pos.              | Atleta                      | Grupo | Peso  | Arranque (kg) | Arranque (kg) | Arranque (kg) | Arranque (kg)     | Arremesso (kg) | Arremesso (kg) | Arremesso (kg) | Arremesso (kg)    | Total |
| Pos.              | Atleta                      | Grupo | Peso  | 1             | 2             | 3             | Resultado         | 1              | 2              | 3              | Resultado         | Total |
| ----------------- | --------------------------- | ----- | ----- | ------------- | ------------- | ------------- | ----------------- | -------------- | -------------- | -------------- | ----------------- | ----- |
| Medalha de ouro   | Nastassia Novikava (BLR)    | A     | 57.89 | 101           | 104           | 104           | Medalha de prata  | 125            | 129            | 136            | Medalha de ouro   | 237   |
| Medalha de prata  | Li Xueying (CHN)            | A     | 57.72 | 103           | 103           | 108           | Medalha de ouro   | 128            | 131            | 133            | Medalha de prata  | 236   |
| Medalha de bronze | Pimsiri Sirikaew (THA)      | A     | 57.61 | 95            | 99            | 102           | 5                 | 123            | 129            | 131            | Medalha de bronze | 230   |
| 4                 | Yuliya Kalina (UKR)         | A     | 57.62 | 97            | 100           | 100           | 4                 | 123            | 128            | 128            | 6                 | 223   |
| 5                 | Jong Chun-mi (PRK)          | A     | 57.86 | 95            | 101           | 101           | 10                | 127            | 131            | 131            | 4                 | 222   |
| 6                 | Jackelina Heredia (COL)     | A     | 57.52 | 92            | 95            | 97            | 8                 | 120            | 125            | 127            | 5                 | 220   |
| 7                 | Hidilyn Diaz (PHI)          | A     | 57.73 | 92            | 95            | 95            | 9                 | 119            | 121            | 123            | 7                 | 214   |
| 8                 | Romela Begaj (ALB)          | B     | 57.32 | 93            | 96            | 100           | Medalha de bronze | 113            | 116            | 116            | 14                | 213   |
| 9                 | Alexandra Escobar (ECU)     | A     | 57.26 | 95            | 95            | 98            | 6                 | 117            | 120            | —              | 10                | 212   |
| 10                | Kuo Hsing-chun (TPE)        | A     | 57.26 | 90            | 94            | 96            | 11                | 118            | 122            | 122            | 8                 | 212   |
| 11                | Kateryna Driumova (UKR)     | B     | 57.23 | 90            | 93            | 93            | 12                | 110            | 115            | 117            | 9                 | 210   |
| 12                | Aleksandra Klejnowska (POL) | A     | 57.59 | 88            | 90            | 92            | 14                | 115            | 115            | 119            | 12                | 205   |
| 13                | Bediha Tunadağı (TUR)       | B     | 57.64 | 90            | 90            | 90            | 15                | 110            | 115            | 115            | 13                | 205   |
| 14                | Mikiko Ando (JPN)           | B     | 57.67 | 82            | 85            | 87            | 23                | 112            | 115            | 117            | 11                | 202   |
| 15                | Christin Ulrich (GER)       | C     | 57.39 | 83            | 87            | 88            | 17                | 105            | 109            | 111            | 16                | 199   |
| 16                | Yang Eun-hye (KOR)          | B     | 58.00 | 83            | 86            | 89            | 21                | 108            | 113            | 116            | 15                | 199   |
| 17                | Patricia Domínguez (MEX)    | B     | 58.00 | 87            | 87            | 90            | 20                | 106            | 110            | 113            | 17                | 197   |
| 18                | Amanda Sandoval (USA)       | B     | 57.16 | 86            | 89            | 89            | 16                | 105            | 107            | 110            | 19                | 196   |
| 19                | Dominika Misterska (POL)    | B     | 57.65 | 87            | 87            | 89            | 18                | 107            | 109            | 110            | 18                | 196   |
| 20                | Rizelyx Rivera (USA)        | B     | 57.55 | 84            | 88            | 91            | 13                | 104            | 108            | 108            | 23                | 195   |
| 21                | Sabine Kusterer (GER)       | C     | 56.17 | 83            | 86            | 87            | 19                | 102            | 105            | 107            | 22                | 192   |
| 22                | Annie Moniqui (CAN)         | C     | 57.48 | 82            | 85            | 86            | 22                | 103            | 105            | 106            | 20                | 191   |
| 23                | Onyeka Azike (NGR)          | C     | 56.17 | 80            | 83            | 83            | 24                | 100            | 105            | 105            | 21                | 188   |
| 24                | Giorgia Bordignon (ITA)     | C     | 57.74 | 80            | 83            | 83            | 27                | 95             | 99             | 101            | 24                | 181   |
| 25                | Maria Liku (FIJ)            | C     | 57.69 | 73            | 73            | 80            | 26                | 93             | 98             | 102            | 27                | 178   |
| 26                | Maibam Sunibala Devi (IND)  | C     | 57.36 | 76            | 79            | 79            | 29                | 94             | 97             | 100            | 25                | 176   |
| 27                | Jenly Tegu Wini (SOL)       | C     | 57.52 | 71            | 74            | 77            | 30                | 92             | 98             | 98             | 26                | 172   |
| 28                | Seen Lee (AUS)              | C     | 57.69 | 78            | 82            | 82            | 28                | 93             | 99             | —              | 28                | 171   |
| —                 | Jo Pok-hyang (PRK)          | A     | 57.50 | 95            | 101           | 101           | 7                 | 127            | 127            | 127            | —                 | —     |
| —                 | Gongoryn Otgontuyaa (MGL)   | C     | 57.85 | 83            | 83            | 87            | 25                | 102            | 102            | 102            | —                 | —     |
| —                 | Fetie Kasaj (ALB)           | C     | 57.37 | 64            | 70            | 70            | 31                | 101            | 101            | 101            | —                 | —     |